# 伊里一智
伊里 一智（いさと かずとも、1957年 - ）は、日本の倫理学者、哲学者。東京電機大学理工学部共通教育群教授。専攻は日本史学、倫理学。本名は石村 多門（いしむら たもん）。伊里一智はペンネームで、ウラジーミル・イリイチ・レーニンをもじったもの。
元日本共産党員。東京大学大学院在学時、日本共産党中央委員会議長を務めていた宮本顕治の辞任を要求したことで知られる。

## 来歴
北海道生まれ。東京大学在学中に日本共産党に入党。東京大学大学院人文科学研究科倫理学専攻博士課程満期退学。
1985年の日本共産党第17回大会に際して、東京都大会に自ら代表となり中央委員会への批判を公表することで、減少していた共産党の党勢を「立て直そう」と提案する。これが所属の支部で可決され都大会の代議員として選出されるべく、東大大学院の他の支部にも働きかけ、6割の支持を得て可決された。これに対し、当時党中央委員会青年学生対策委員だった志位和夫は宮本顕治の直接の指示を受け、党の規律に背いて他の代議員に対し働きかけた分派活動と断定した。
伊里は選挙によって選出された代議員が都大会に参加できない事態に不服に感じ、党大会の行われた伊豆学習会館前で、自ら作成した意見書を党大会に参加する代議員に配布した。この行為が党の決定（代議員選挙の結果）に服さない規律違反の行動とされ、1986年に日中出版から『気分はコミュニスト』を刊行し党の政策への批判を行ったことから、共産党から除名処分を受ける。共産党は『投降主義者の観念論史観』（ISBN 978-4-530-04189-4）を出版して彼の主張を否定している。
現在は東京電機大学にて、哲学教授として教鞭を取っている。

## 著作
- 『気分はコミュニスト』日中出版、1986年
- 『1990年の共産党へー大いなる論争のために』本名の石村多門と共著という形式で出版、窓社、1990年
- 『ウンコに学べ！』有田正光と共著、筑摩書房、2001年